# 6. вечити дерби у фудбалу
6. вечити дерби у фудбалу је фудбалска утакмица одиграна на стадиону Црвене Звезде у Београду 1. маја 1949. године, између Црвене звезде и Партизана. Утакмица се завршила резултатом 2 : 2 (1 : 0). Голове за Партизан дали су Валок у 8. минуту првог и Бобек у 7. минуту другог полувремена, а за Црвену Звезду Томашевић у 9. и Такач у 21. минуту другог полувремена.